# Barkeria skinneri
Barkeria skinneri là một loài lan.